# 論語

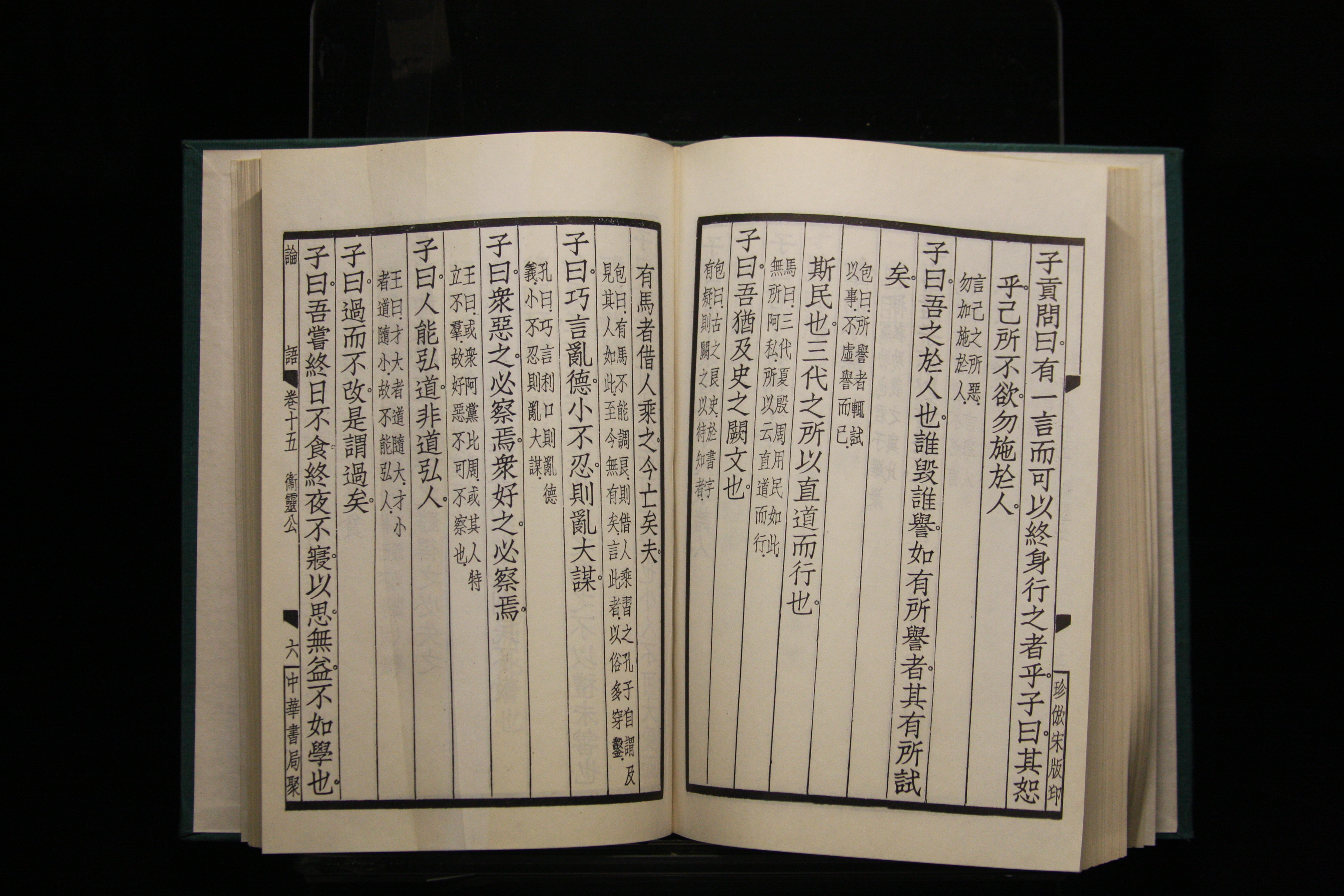
論語 衛霊公

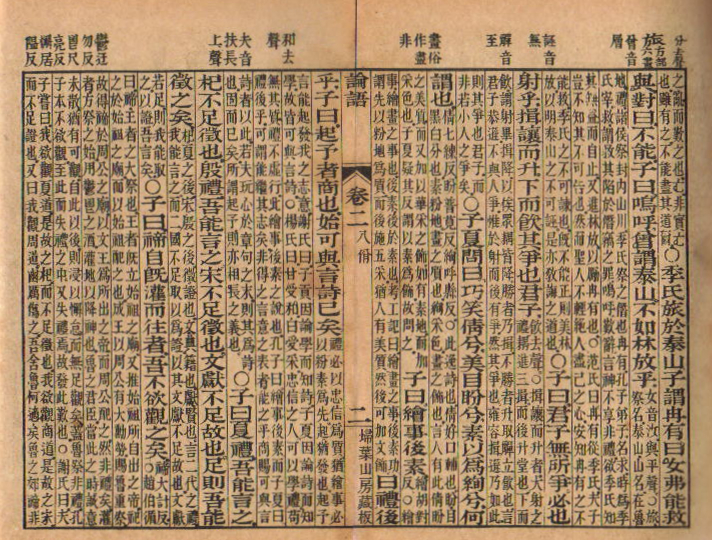
朱熹『論語集注』八佾

『論語』（ろんご、拼音: Lúnyǔ）は、孔子とその高弟の言行を、孔子の死後に弟子が記録した書物である。儒教の経典である経書の一つで、朱子学における「四書」の一つに数えられる。
その内容の簡潔さから儒教入門書として広く普及し、中国の歴史を通じて最もよく読まれた本の一つである。古くからその読者層は知識人に留まらず、一般の市民や農民の教科書としても用いられていた。

## 名称
『論語』という名称が定着するのは、前漢の宣帝・元帝の頃からであり、『史記』仲尼弟子列伝の司馬遷の賛に用いられるほか、戴聖の『礼記』などに使用例がある。それ以前は、単に「伝」（『史記』封禅書・『漢書』宣帝紀）や「語」（『塩鉄論』）という呼称例がある。
『論語』の書名の由来は諸説あり、定説はない。最も古い説は班固の『漢書』芸文志に見える説である。
皇侃の『論語義疏』では、「論」の字の解釈について、音が共通する「倫」字の意味とする説、「論」の意味とする班固説、論・倫に相違はないとする三説を紹介している。このうち「倫」字の意味とする場合、更に以下の四つの説があるという。
1. 「倫」は「次」の意味で、順序次第が整っていて理屈が乱れないさまを示す[3]。
2. 「倫」は「理」の意味で、ものごとの道理を示す[3]。
3. 「倫」は「綸」の意味で、国家の統治に役立つことを示す[3]。
4. 「倫」は「輪」の意味で、あらゆる意味が備わり、永遠に回る車輪を示す[3]。

合わせて、「語」は単なる言葉ではなく、相手の議論に対する批判や問答を表す言葉であるとする。

## 成立

### 門人による編纂
一般には、『漢書』芸文志に記載されているように孔子の門人が孔子の死後に集まって編纂したとされているが、この門人が誰なのかという点には様々な異説がある。比較的古くからある説には、以下の例がある。
1. 弟子の子夏ら64人が編纂した（『文選』李善注引『論語讖』）[4]。
2. 冉雍・子游・子夏らが編纂した（『経典釈文』引鄭玄説）[4]。
3. 七十弟子が編纂した（『論語義疏』）[4]。

唐代の学者の柳宗元は、『論語』には孔子の弟子の曾参の死が描かれていることから、『論語』は曾参の弟子が編纂したものであると考えた。北宋の程子は、孔子の弟子の有若・曾参が『論語』では「子」の敬称をつけて呼ばれることから、この二人の門人が編纂したと考えた。また、江戸時代の学者である太宰春台は、『論語』は前後十篇ずつで内容や体裁に差があることを見出し、前半は子張、後半は原憲の編纂であると推論した。

### 現在の形の『論語』の成立

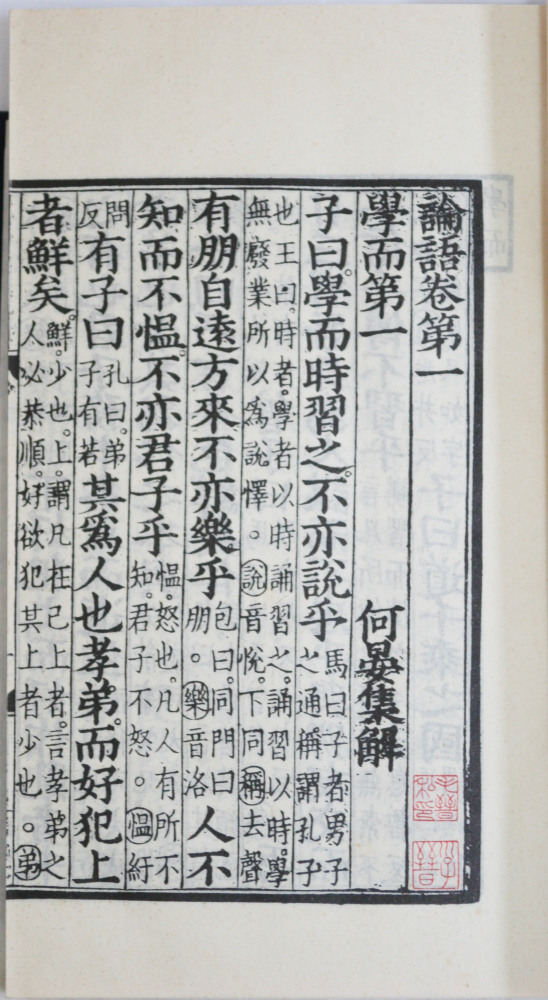
何晏『論語集解』 学而

『論語集解』によれば、漢代の武帝の頃には三種のテキストの『論語』があった。
魯論孔子の祖国の魯で伝えられた。計20篇。夏侯勝・蕭望之・韋賢・韋玄成らによって伝えられた。
斉論問王篇・知道篇の2篇が多く、計22篇。王卿・庸生・王吉らによって伝えられた。
古論（古文論語）魯の共王の劉余が孔子の旧宅を壊した際に発見された『論語』で、漢代以前の古い文字で書かれていた。堯曰篇が二つに分かれており、計21篇。孔安国によって注釈が作られた。
前漢の張禹が「魯論」と「斉論」を校正して『張侯論』を作ると、後漢の包咸・周氏がこれに対して注釈を作った。そののち、後漢の鄭玄が「魯論」を中心にしながら「斉論」「古論」を統一し『論語』の注釈書を作った。また、後漢の熹平4年（175年）には、経書を石に刻んで保存する事業（「石経」）によって『論語』の石経が作られた。これもわずかながら現存している。
三国時代に入り、陳羣・王粛・周生烈らによって多くの注釈が作られた。これらを集大成したのが何晏らによって編纂された『論語集解』で、これが現在まで完全な形で存在している最古の注釈である。

## 受容
『論語』は非常に簡潔な記述で書かれており、儒学の入門書として古くから広く普及した。一方で、簡潔すぎるためはっきり意味が定めがたく、後世に多くの解釈が生まれることとなった。したがって、時代や文化に応じて様々な受容の様相が見られ、注釈も数多く作られた。

### 中国

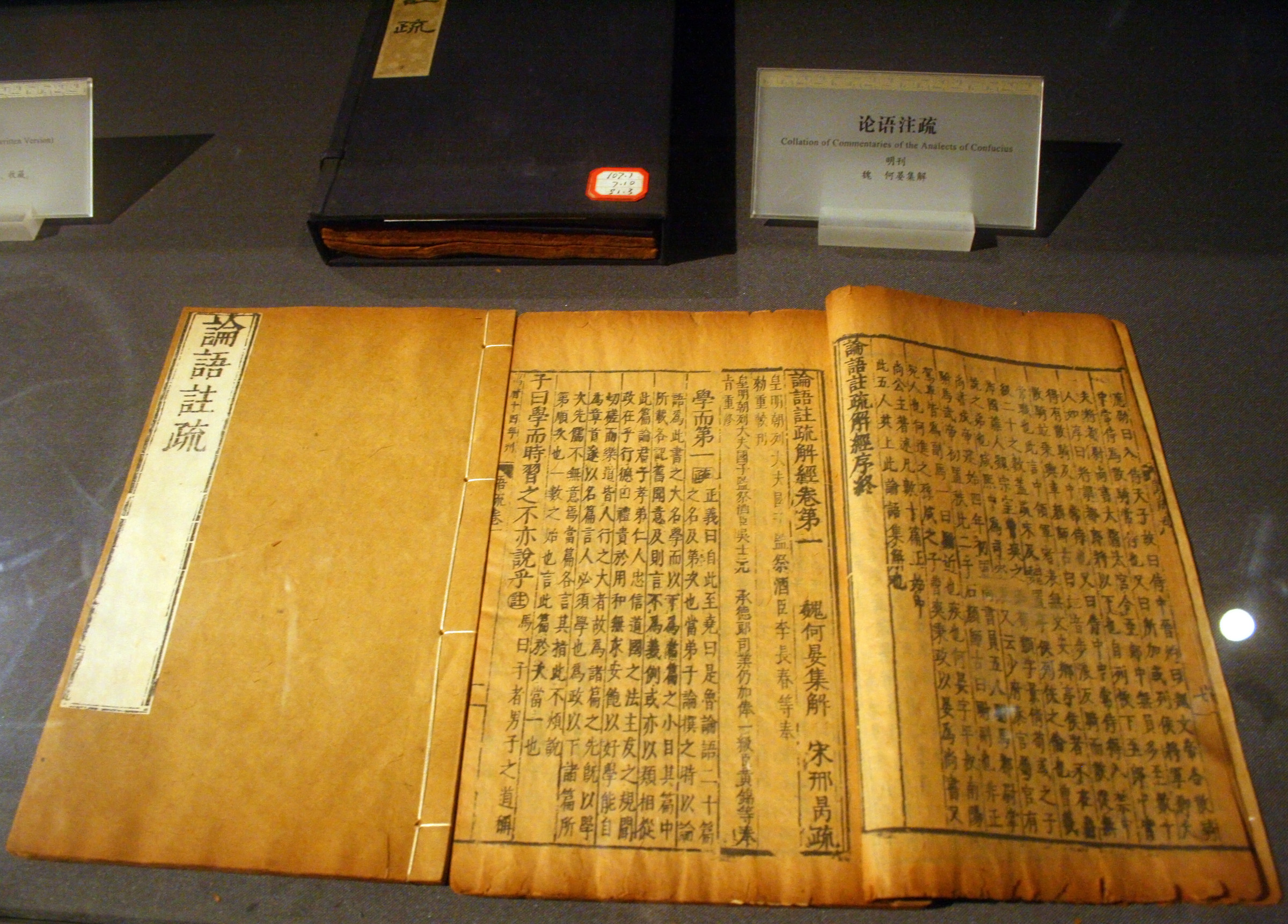
邢昺『論語注疏』

漢代以来、儒教の第一の経典は五経（『易』・『書』・『詩』・『礼』・『春秋』）であったが、『論語』や『孝経』も別格扱いで同時に尊重されていた。前漢の昭帝・宣帝・元帝らは幼くして『論語』と『孝経』を学んでおり、この頃には『論語』は基礎教養として受け入れられていた。
経書研究が進むに従い、後漢の鄭玄は他の経書と共に『論語』を解釈し、経書全体に統一的な解釈を与えることを試みた。魏の何晏らの『論語集解』は先人の解釈を引用して編纂された。鄭玄注の経学的要素は排除され、他の経書とは切り離し、『論語』の本文から読み取れる一般的な意味を示した。これに基づいて梁の皇侃が『論語義疏』を作り、さらに北宋の時代には官製の注釈書として『論語正義』が作られた。
南宋に入り、朱子学が勃興すると、五経と合わせて四書（『論語』・『孟子』・『大学』・『中庸』）も重視されるようになり、『論語』はより重要な地位を担うこととなった。朱熹は『論語集注』を作り、朱子学の立場から新たな解釈を施した。清の考証学の時代には、劉宝楠の『論語正義』など、実証的な観点による解釈が試みられた。

### 日本

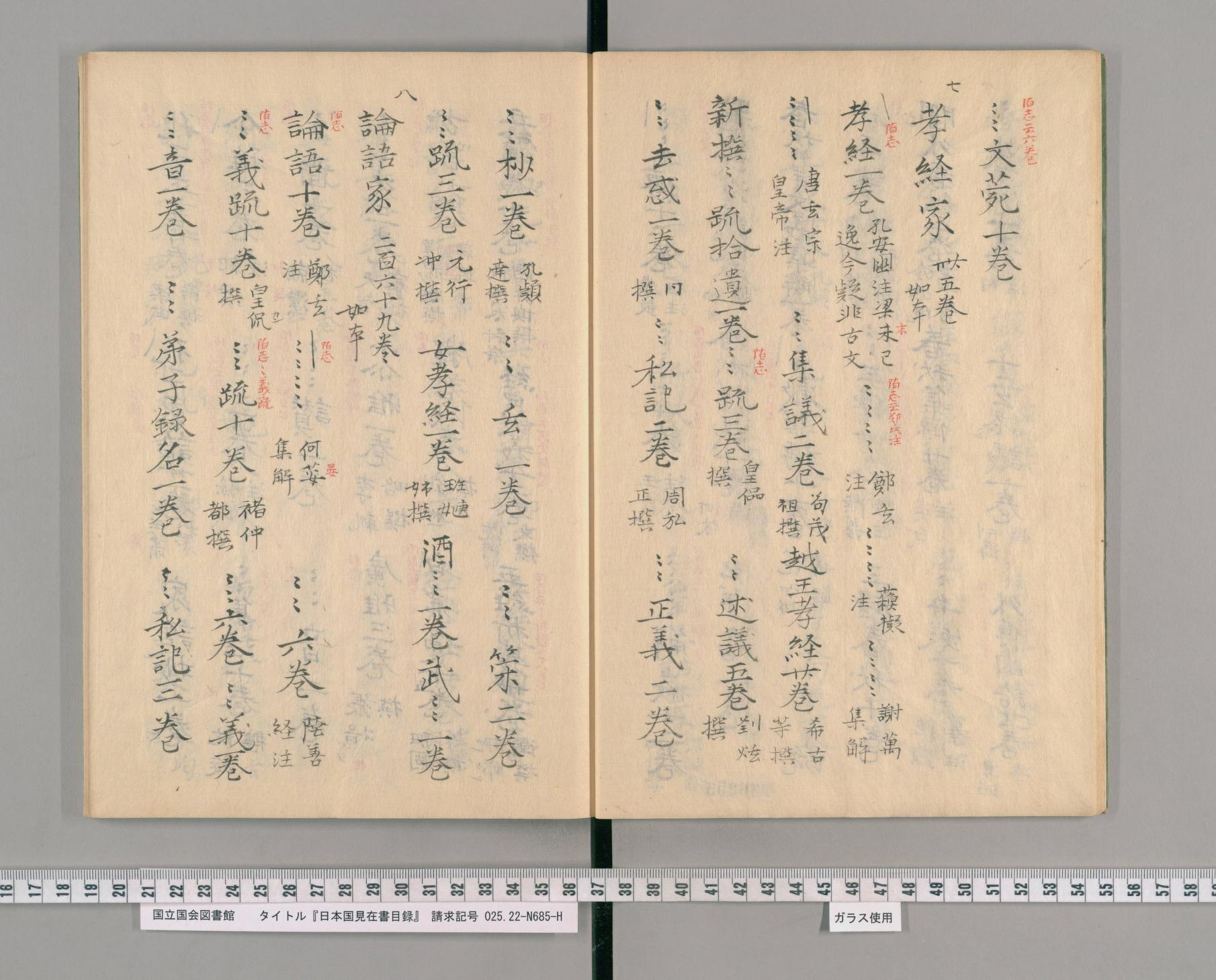
国立国会図書館デジタルコレクション
『日本国見在書目録』の「孝経家」「論語家」の頁。

3世紀の終わりごろ、応神天皇の時代に百済が招聘した漢人博士である王仁が『論語』十巻と『千字文』一巻を倭国に貢上（貢上＝「貢ぎ物を差し上げる」）したことが『古事記』に記載されている。しかし、『日本書紀』に読まれる百済が倭国に貢上したとされる王仁や『論語』『千字文』などの歴史構成を批判的に検討する文献学的な批判があり、王仁が『論語』『千字文』などの典籍をもたらしたという王仁伝説や、継体欽明朝に五経博士が百済から交代派遣されたとする伝承は、事実とは認め難いとする指摘は多数存在する。
718年に編纂が始められた『養老律令』においては、教授の際に用いるべき注釈として『論語』の鄭玄注・何妟注が挙げられており、既に大学での教授や官吏登用の際の必読書とされていたことが分かる。
藤原佐世の『日本国見在書目録』にも、「論語十巻鄭玄注」「論語十巻何晏注」「論語義疏皇侃撰」などが著録されている。『論語集解』は、正平19年（1364年）に初めて木版出版され、いっそう普及した。
江戸時代に入ると、伊藤仁斎や荻生徂徠らによって優れた注釈が作られ、一部は中国に逆輸入されて受容された。また、吉田篁墩や市野迷庵のように『論語』や『論語集解』の校勘によって業績を上げた者もいた。

### 西洋
カトリック布教のために中国に来訪したイエズス会の宣教師により、徐々に中国古典の翻訳が試みられるようになった。1660年、アンドレ・フェランが『大学』と『論語』をラテン語に訳し、1662年にプロスペル・イントルチェッタが孔子の伝記を附して出版した。1687年、ルイ14世の認可のもと、フィリップ・クプレがパリで『中国の哲学者孔子』を刊行し『孟子』を除く「四書」の翻訳がなされた。さらに、1711年、フランソワ・ノエルによって「四書」の完訳がなされ、プラハで刊行された。クプレ訳は明の張居正の解釈によるものであり、ノエル訳は朱熹と張居正の解釈の両方を受けたものである。
イエズス会士を通じて伝わった古代中国の哲学は、17世紀から18世紀にはシノワズリの一部として流行した。フランスではヴォルテール、ディドロ、モンテスキュー、ケネーといった思想家に注目され、啓蒙思想の発展に寄与した。ドイツではクリスティアン・ヴォルフが理神論的立場から、キリスト教が無くても道徳が成立し得る実例として孔子を喧伝した。
一方、19世紀のヘーゲルは『哲学史講義』で、孔子の教えは哲学ではなく平凡な通俗道徳でしかないと酷評、道徳ならキケロ『義務について』の方が優れているとし、イエズス会士の翻訳も原文からかけ離れた意訳であるとした。また、マックス・ヴェーバーは『儒教と道教』（1915年）で、孔子の教えは非合理的でありアメリカン・インディアンの教えに似ているとした。

### 解釈の多様性
『論語』の言葉は短く断片的で、読者をしてさまざまな想像を掻き立てるものであり、その解釈は読者の数だけ存在するといえる。たとえば、橋本秀美は、金谷治の『論語』解釈が、無意識のうちに、当時の日本社会であるべきとされた知識人の姿と孔子を重ね合わせる場合があることを指摘する。そして、人々が『論語』を読み『論語』を解釈するのは、あたかも人が鏡を覗き込むようなものであり、その解釈は解釈者自身の心そのものを示していると述べた。
ここでは、古くから相反する解釈があることで知られる『論語』の章として、子罕篇の「川上の嘆」の一節を具体例として示す。
この一節に対する漢唐の時代の注釈である「古注」系統の解釈と、宋代以降の「新注」系統の解釈は大きく異なっている。たとえば、後漢の鄭玄は、本節を「川の流れのように時が過ぎ去り、君主に任用されることなく空しく年老いていく我が身の不遇を嘆いたもの」と解釈する。これは「あらゆるものは移ろい、変化していずれは失われる」という悲しみや儚さを表現するものであり、鄭玄・皇侃・六朝の詩文などでは、この解釈を採用する。
一方、新注では「宇宙の運行は川の流れのように止まることないものであり、これと同じように、学問を志す者も常に我が身を振り返るべきだ」との意味に取る。この解釈は、古注とは逆に、力強い自己改革の精神を読み取るもので、伊藤仁斎の説もこれと一致する。この新注の解釈は朱子学的な色彩の強い解釈ではあるが、古くは『孟子』における議論と内容が一致するものでもあり、その由来は古い。『孟子』の他に、漢代の揚雄も同様の解釈を取っている。また東洋哲学の研究者の井筒俊彦は、この一節から『方丈記』に代表される「物事の普遍的な変化」を悲観的に捉える仏教と、これを楽観的に捉える宋学の対比を読み取っている。

## 新出文献

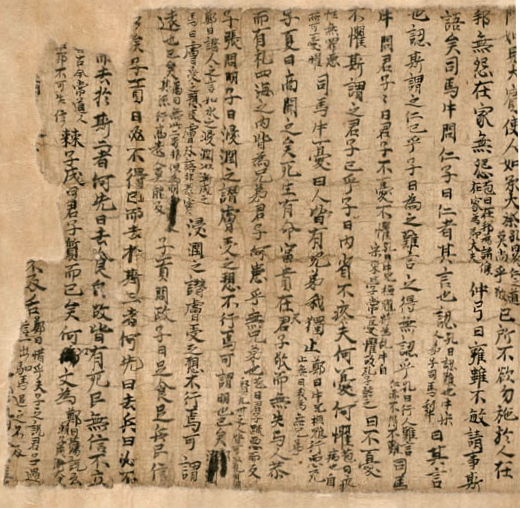
莫高窟出土の『論語』

1906年、フランスのポール・ペリオ、イギリスのオーレル・スタインらの探検隊が、敦煌の千仏洞から敦煌文献の一つとして鄭玄注『論語』の写本の一部を発見した。これは南北朝時代から唐代の写本である。また、1969年にはトルファン地域のアスターナ地区で、再び鄭玄注『論語』が発見された。これは唐の景龍4年（710年）に卜天寿という少年によって書写された本である。
1973年、河北省定州市の前漢の中山懐王劉脩の墓から、『論語』の一部が書かれた竹簡が発見された。劉脩は紀元前55年に没したため、これより以前のものであることが分かる。この竹簡に記された『論語』の内容は、現行本との間に異同は多いが、内容は類似しており、現行本の祖本の一つであると考えられる。
1990年代の初頭、朝鮮民主主義人民共和国の平壌直轄市楽浪地域の領域にある貞柏洞364号墳から、『論語』の一部が書かれた竹簡が発見された。この出来事は、2009年頃から国際的に知られるようになった。この墓には紀元前45年の戸籍簿が副葬されており、前漢の頃には『論語』が辺境地域にまで伝播していたことが明らかになった。
2016年、江西省南昌市にある遺跡海昏侯墓（前漢の劉賀の墓）から、漢代当時の『斉論語』と推定される竹簡の断片（『論語』知道篇）が出土した。
2020年、注釈書の一つ『論語義疏』について6〜7世紀初めに中国で書かれたとみられる最古級の写本が日本で見つかった。

## 構成
512に区切られる短文・長文が、全10巻20篇の中にまとめられる形で収録されている。前10篇を「上論」、後10篇を「下論」と呼んで区別したりもする。篇の名称は（「子曰」を除く）各篇の最初の二文字（または三文字）を採ったものであり、章によってはその章の内容のことをいう。
- 巻一
  - 学而（がくじ）第一
「学んで時に之を習う」という孔子の言葉に始まる[51]。「学」についての記述、孔子の根本思想についての立件が多いため、熟読すると良いと朱熹は言う(集注)。凡そ十六章[52][53]。
  - 為政（いせい）第二
「政を為すに徳を以てすれば、譬えば北辰の其の所に居て、衆星之に共するが如し」という孔子の徳治論に始まる[51]。政治についての記述が多いとされる。凡そ二十四章[52][53]。
- 巻二
  - 八佾（はちいつ）第三
孔子が魯の家老の季孫氏の不遜な態度を批判する言葉から始まる[51]。礼楽に関する記述が多く、この「八佾」も礼楽の行列の名前である。凡そ二十六章[52][53]。
  - 里仁（りじん）第四
「仁に里（お）るを美しと為す」という孔子の言葉に始まる[51]。「仁徳」に関する記述が多いとされる。朱熹は凡そ二十六章[52][53]。
- 巻三
  - 公冶長（こうやちょう）第五
孔子の弟子の公冶長との問答より始まることから公冶長篇と名付けられたとされる[51]。名の通り孔子の弟子の公冶長との問答より始まることから公冶長篇と名付けられたとされる。この章の殆ど(最後の三章)が孔子と弟子との問答や人物評価が書かれている。凡そ二十七章[52][53]。
  - 雍也（ようや）第六
孔子が弟子の冉雍を「雍や南面せしむるべし」と絶賛した章に始まる[51]。人物評論や「仁」と「知」の論が目立つとされる。凡そ二十八章[52][53]。
- 巻四
  - 述而（じゅつじ）第七
「述べて作らず」という孔子の言葉に始まる[51]。孔子の自身言葉や容態、行動に関した記述が多いとされる。凡そ三十七章[52][53]。
  - 泰伯（たいはく）第八
「泰伯は其れ至徳と謂うべきのみ」という孔子の言葉に始まる[51]。泰伯への称賛から、礼楽など、終盤には聖人などの構成とされる。凡そ二十一章[52][53]。
- 巻五
  - 子罕（しかん）第九
「子、罕（まれ）に利と命と仁とを言う」という章に始まる[51]。孔子の言行や孔子の出処進退に関する門人の記録が多いとされる。凡そ三十章[52][53]。
  - 郷党（きょうとう）第十
郷里における孔子の様子を記す章で構成されている特異な一篇[51]。篇首が「孔子」で始まり、「子曰」という記述がないとされる。吉田(1960)は朱熹の集注をもとに十八章に分けた[52][53]。
- 巻六
  - 先進（せんしん）第十一
「先進の礼楽に於けるや、野人なり」という孔子の言葉に始まる[51]。門人などの人物評論が多く、孔子が祖国の魯に帰国してからの門人との言行の記述があることから孔子晩年期がわかる。凡そ二十五章[52][53]。
  - 顔淵（がんえん）第十二
孔子と門人、君主が「仁」や「政」に関する問答は多く、篇首には顔回との「仁」についての問答から始まる。凡そ二十四章[52][53]。
- 巻七
  - 子路（しろ）第十三
「子路政を問う」という政治に関する孔子と子路の問答から始まる[51]。前半は政治について、後半は善人や士君子や道徳についての問答が多いとされる。凡そ三十章[52][53]。
  - 憲問（けんもん）第十四
「憲、恥を問う」という弟子の原憲が恥について孔子に尋ねる章から始まる[51]。この篇首、原憲が孔子に「恥」について問いたが、これ以降の篇では「原憲」のことを「原思」と字を用いていることからこの篇はは原憲が書いたのではないか,または魯の国で編集したのではないかと吉田(1960)は考察した。凡そ四十六章[52][53]。
- 巻八
  - 衛霊公（えいれいこう）第十五
「衛の霊公、陳（陣）を孔子に問う」という章から始まる[51]。この篇は修身出処に関する雑言が多いとされる。凡そ四十一章[52][53]。
  - 季氏（きし）第十六
魯の家老である季孫氏が魯の属国を討伐しようとしたことをめぐって、孔子と冉雍・子路が問答を交わす章から始まる[51]。この篇は「下論」でも体裁が異なっているとし、「子曰く」とあったところが「孔子曰」となっている。凡そ十四章[52][53]。
- 巻九
  - 陽貨（ようか）第十七
「陽貨孔子を見んと欲す」、季孫氏の家臣の楊貨が孔子を政治に誘おうとする場面から始まる[51]。この篇は孔子の出処進退に関する章が数章ある。世の中が衰え、道が行われないことを嘆いたり、当局者や門人に与えた警告も多いとされる。凡そ二十六章[52][53]。
  - 微子（びし）第十八
「微子、之を去る」、孔子が殷に三仁ありと論評する章に始まる[51]。この篇は他の逸民の話が多いが、孔子に関係を持った人達の出処進退などが記されているとされる。凡そ十一章[52][53]。
- 巻十
  - 子張（しちょう）第十九
子張の「士は危うきを見ては命を致す」という言葉に始まる[51]。この篇の大体が孔子の門人たちの言葉のみ記されている。特に高弟の言が多く、孔子に類するような言葉などが多いとされる。凡そ二十五章[52][53]。
  - 堯曰（ぎょうえつ）第二十
「堯曰く、咨（ああ）、爾（なんじ）舜」という堯の言葉に始まる[51]。この篇は凡そ三章であるが、聖人の政治や為政者にとっての政治的訓誡、君子の要訣など論語全篇に照応させたように見られると吉田(1960)は言う[52][53]。

## 故事成語
『論語』に由来する故事成語には、以下の例がある。
- 故きを温ねて（たずねて）新しきを知る -  為政篇「 子曰、温故而知新」
過去の事跡や先人の知恵に学んで現在の問題を考え、新しい知識や道理を生み出すこと。「温故知新」とも[54][55]。
- 一を聞いて十を知る - 公冶長篇「賜也何敢望回、回也聞一以知十、賜也聞一以知二」
一端を聞いただけで全体を理解すること。理解が早く聡明であること[56]。
- 牛刀をもって鶏を割く - 陽貨篇「割雞焉用牛刀」
小さなことを処理するのに大げさな手段を用いること[57]。
- 過ちて改めざるをこれ過ちという - 衛霊公篇「過而不改、是謂過矣」
過ちを犯しても改めないことこそが、真の過ちである[58]。
- 過ぎたるは猶（なお）及ばざるが如し - 先進篇「過猶不及」
適当な程度を超えているのは、不足と同じ。中庸が大切であるたとえ[58]。
- 憤せずんば啓せず - 述而篇「不憤不啓、不悱不発、挙一隅不以三隅反、則不復也」
心に理解できなくて、憤り奮い立つほどでなければ、教え導かない。自発的にやろうとしない者には教えない[59]。
- 径（こみち）によらず - 雍也篇「有澹臺滅明者、行不由径」
小道を通らないで、大道を行く。人生においては近道をしないで、正直にしたがい歩む[59]。
- 性相い近し、習い相い遠し - 陽貨篇「性相近也、習相遠也」
人間は生まれつきの天性はたいして差がないが、後天的な習慣によって大きく違ってくる[60]。
- 徳は孤ならず - 里仁篇「徳不孤、必有鄰」
徳のあるものは、決して孤立することはなく、必ず従う者、助ける者がいる[61]。
- 和して同ぜず - 子路篇「君子和而不同、小人同而不和」
人と仲良く打ち解けても、道理に背いてまで人にへつらわないこと[62]。